# Oued Chorfa
Oued Chorfa est une commune de la wilaya d'Aïn Defla en Algérie.

## Géographie
Le barrage de Ghrib est situé dans la commune de Oued Chorfa sur le Cheliff.